# Dienst für Deutschland

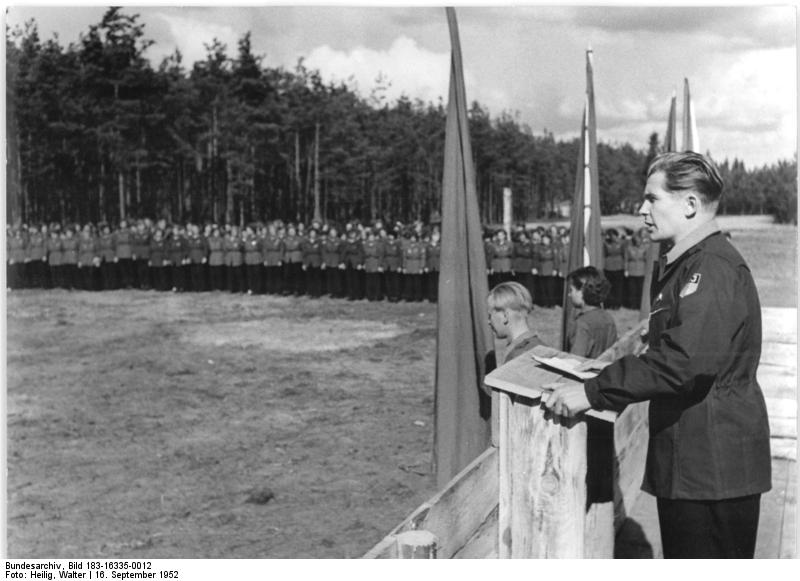
Eröffnung eines Lagers im Kreis Pasewalk.

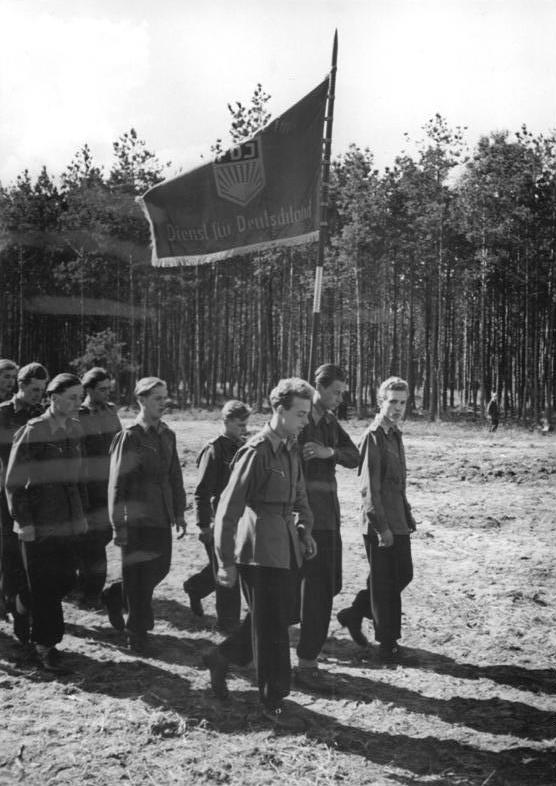
Gruppe des Lagers Pasewalk mit der Wanderfahne des Zentralrates für gute Arbeit vom Dienst für Deutschland.

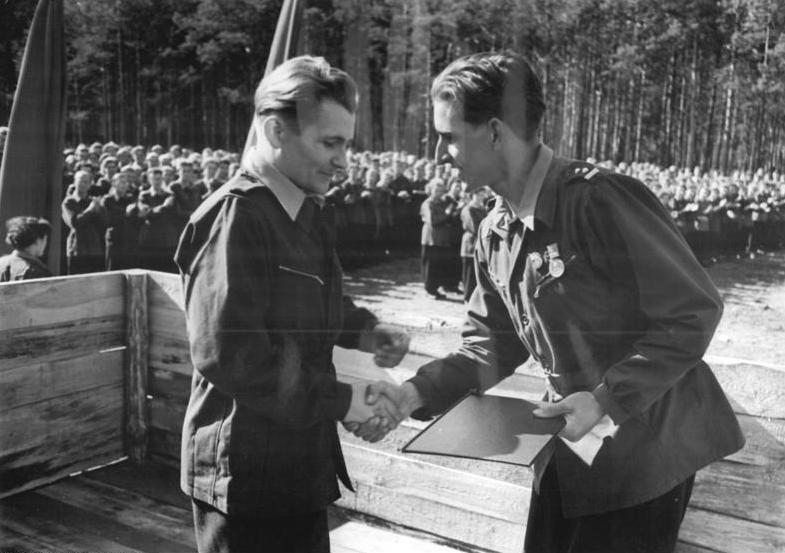
Der Lagerleiter Haupttruppenführer Martin Ebert (rechts) überreicht dem stellvertretenden Leiter der Hauptverwaltung, Otto Findeisen, Selbstverpflichtungen der Mitglieder eines Lagers im Kreis Pasewalk, zu Ehren der feierlichen Eröffnung.

Der Dienst für Deutschland (DD) war ein freiwilliger kasernierter Arbeitsdienst, der in der DDR 1952 eingerichtet wurde.
Er ging auf eine „Empfehlung“ der Sowjetunion vom April 1952 zurück und orientierte sich vorrangig an sowjetischen Vorbildern sowie an der polnischen Organisation Służba Polsce (deutsch Dienst für Polen). Die Ähnlichkeit mit dem Reichsarbeitsdienst des nationalsozialistischen Deutschen Reiches war unverkennbar. Genauso wie die im gleichen Jahr erfolgte Gründung der Gesellschaft für Sport und Technik (GST) sollte der DD der Aufrüstung der DDR dienen.
Der DD entstand als eine „FDJ-Initiative“ auf Beschluss des SED-Zentralkomitees nach einem Vorschlag des FDJ-Vorsitzenden Erich Honecker. Der DD wurde daraufhin als „eine Art Arbeitsdienst für 17jährige Jungen und Mädchen auf freiwilliger Basis“ eingerichtet.
Die offizielle Gründung erfolgte am 24. Juli 1952 durch eine Verordnung des DDR-Ministerrats zur Schaffung des DD.

## Organisation
Der DD unterstand dem Ministerium des Inneren, es gab dort eine am 1. August 1952 gebildete Hauptverwaltung DD unter Leitung von Gerhard Balzer, welcher zwei Brigaden zugeordnet waren, die weiter in Brigadeleitungen, Lagerleitungen, Abteilungen, je Abteilung 3 Züge mit je 3 Gruppen gegliedert waren.
| Mannschaften                                        |                                 |                 |
| Brigademann/Brigadistin                             | Anwärter                        | Soldat          |
| Brigadier                                           | Unterwachtmeister               | Gefreiter       |
| Truppführer / Unterführer / Unteroffiziere          |                                 |                 |
| Truppführer                                         | Wachtmeister                    | Unteroffizier   |
| Obertruppführer                                     | Oberwachtmeister                | Feldwebel       |
| Haupttruppführer                                    | Hauptwachtmeister               | Oberfeldwebel   |
| Feldmeister / Führer / Offiziere                    |                                 |                 |
| Unterfeldmeister                                    | Unterkommissar                  | Unterleutnant   |
| Feldmeister                                         | Kommissar                       | Leutnant        |
| Oberfeldmeister                                     | Oberkommissar                   | Oberleutnant    |
| Hauptfeldmeister                                    | Rat                             | Hauptmann       |
| Brigadefeldmeister                                  | Oberrat                         | Major           |
| Brigadeoberfeldmeister                              | Kommandeur                      | Oberstleutnant  |
| Brigadehauptfeldmeister                             | Inspekteur                      | Oberst          |
| Generalfeldmeister / Inspekteure / Generale         |                                 |                 |
| Generalfeldmeister                                  | Chefinspekteur                  | Generalmajor    |
| Generaloberfeldmeister                              | Generalinspekteur               | Generalleutnant |
| Generaloberfeldmeister als Chef der Hauptverwaltung | Chef der Deutschen Volkspolizei | Generaloberst   |

## Einsätze
Am 8. August 1952 traten die ersten Vorauskommandos ihren Dienst an. Die freiwillige Verpflichtung galt für die Dauer von sechs Monaten. In der gesamten DDR waren 66 Lager geplant, pro Durchgang sollten 100.000 Jugendliche zwischen 17 und 21 Jahren den Arbeitsdienst absolvieren.
Einsätze erfolgten für Erdarbeiten und als Handlanger auf Großbaustellen im Zuge des Aufbaus der NVA, wie Prora und Eggesin, sowie beim Bau des Eisenhüttenkombinats in Stalinstadt. Neben den Arbeiten war auch eine vormilitärische Ausbildung vorgesehen. Die Ausbildungskonzeption beinhaltete eine militärische Grundausbildung, Schießübungen, Topographieunterricht, taktische Geländespiele und für weibliche Angehörige des DD eine Sanitätsgrundausbildung.
Der angesprochene Umfang der Planungen wurde nie erreicht. Lager wurden vor allem im dünnbesiedelten Nordosten der DDR errichtet.
Am weitesten kam der Aufbau der Brigade 1 im Land Mecklenburg. Im Herbst 1952 existierten hier die Lager Prora, Altwarp, Karpin, Spechtberg/Neuhaus, Drögeheide, Stallberg sowie die zeitweiligen Nebenlager Gumnitz, Scharfbrück, Spechthausen, Jagen, an der Jugendhochschule am Bogensee, und auf dem Bahnhof Ferdinandshof.
Die Brigade 2 wurde im Raum Fürstenberg (Oder) (Eisenhüttenstadt) ins Leben gerufen.

## Auflösung des DD
Insgesamt erwies sich der DD als unwirtschaftlich. Der DD blieb insgesamt weit hinter den Erwartungen zurück und rechtfertigte zu keiner Zeit den betriebenen materiellen Aufwand.
Bei der Gründung im Sommer 1952 war man vom DD als einer sich selbst finanzierenden Organisation ausgegangen, durch die Arbeitsleistungen sollten alle Ausgaben bis hin zu den Gehältern der Funktionäre bewältigt werden. 1952 gab die DDR 64 Mill. DM, 1953 noch einmal 7,4 Mill. DM für den DD bzw. ADD aus. 3,5 Mill. Mark kostete allein das Stammpersonal, mit 0,3 Mill. DM kamen nur 4 % der Ausgaben über das Tagesgeld von 1 DM den Jugendlichen direkt zugute. Die Erlöse des Arbeitsdienstes 1952/53 beliefen sich insgesamt auf lediglich 384.000 DM. Das entsprach einem Prozentsatz von nur 0,54 % an den Gesamtausgaben.
Wegen dieser Unwirtschaftlichkeit und nicht zu bewältigender organisatorischer und disziplinarischer Schwierigkeiten erfolgte zunächst im November 1952 die Auflösung aller Mädchenlager, im Januar 1953 die Auflösung des gesamten DD. Es folgte im März 1953 ein erneuter Versuch in Form des ADD, Arbeitseinsatz Dienst für Deutschland. Dieser Dienst war direkt an Wirtschaftsvorhaben und Betriebe angebunden, Einsatzorte waren u. a. das Eisenhüttenkombinat in Stalinstadt, Niederschachtofenwerk Calbe (Saale), die Großkokerei Lauchhammer und die Maxhütte (Unterwellenborn). Aber auch hier konnten die Probleme nicht bewältigt werden, zumal den Betrieben, die lieber qualifizierte Arbeiter beschäftigt hätten, Organisation und Bezahlung der rund 2000 Teilnehmer oblag. Drei Monate später ordnete Walter Ulbricht am 7. Juni 1953 per Telefonanruf die Auflösung des ADD an, die sich daraufhin in aller Stille vollzog.
Weitere Überlegungen für einen Arbeitsdienst wurden mit Einführung der Allgemeinen Wehrpflicht 1962 obsolet.